# Diodora benguelensis
Diodora benguelensis is een slakkensoort uit de familie van de Fissurellidae. De wetenschappelijke naam van de soort is voor het eerst geldig gepubliceerd in 1846 door Dunker.